# Cazaunous
Cazaunous ist eine französische Gemeinde mit 65 Einwohnern (Stand 1. Januar 2022) im Département Haute-Garonne in der Region Okzitanien (zuvor Midi-Pyrénées). Die Einwohner werden als Cazaunousois bezeichnet.

## Geographie
Die Gemeinde liegt in der historischen Provinz Comminges, 25 Kilometer südlich von Saint-Gaudens, am Fuße der Pyrenäen und des Col des Ares. Das Flüsschen Job verläuft an der östlichen Gemeindegrenze.
Nachbargemeinden sind: Arbon. Juzet-d’Izaut, Arguenos, Moncaup, Saint-Pé-d’Ardet und Malvezie.

## Geschichte
Nachdem der höher gelegene Ort Campels (heute auf dem Gebiet von Arbon) aufgrund einer Pestepidemie aufgegeben worden war, entwickelte sich der Ort Cazaunous. 

## Bevölkerungsentwicklung
| Jahr                       | 1962 | 1968 | 1975 | 1982 | 1990 | 1999 | 2005 | 2010 | 2017 | 2019 |
| -------------------------- | ---- | ---- | ---- | ---- | ---- | ---- | ---- | ---- | ---- | ---- |
| Einwohner                  | 74   | 58   | 42   | 46   | 47   | 47   | 61   | 62   | 72   | 70   |
| Quellen: Cassini und INSEE |      |      |      |      |      |      |      |      |      |      |

## Sehenswürdigkeiten
- Schloss Pomarède aus dem 17. Jahrhundert
- Kirche Sainte-Marguerite, erbaut im 19. Jahrhundert
- Kapelle Sainte-Anne, erbaut 1870